# 23788 Кофер
23788 Кофер (23788 Cofer) — астероїд головного поясу, відкритий 17 серпня 1998 року.
Тіссеранів параметр щодо Юпітера — 3,585.